# Paolo Bonolis
Paolo Bonolis (Roma, 14 giugno 1961) è un conduttore televisivo, showman e autore televisivo italiano.
Tra i volti più noti della televisione italiana, ha iniziato la sua carriera negli anni ottanta conducendo programmi per bambini come 3, 2, 1... contatto! e soprattutto Bim Bum Bam, che lo ha portato alla notorietà sul piccolo schermo. Ha poi condotto numerosi programmi di successo, sia per le reti Rai che per Mediaset, tra i quali Beato tra le donne, I cervelloni, Fantastica italiana, Tira & Molla, Chi ha incastrato Peter Pan?, Striscia la notizia, Affari tuoi, Domenica in, Ciao Darwin, Il senso della vita e Avanti un altro!, gli ultimi tre in particolare coideati da lui stesso. 
È stato inoltre presentatore e direttore artistico del Festival di Sanremo nel 2005 e nel 2009.
Insieme all'amico e collega Luca Laurenti, con il quale collabora dal 1991, forma una delle coppie più longeve e apprezzate della televisione italiana. I due hanno condotto insieme anche il 59º Festival di Sanremo.
Da molti anni è il conduttore più pagato della televisione italiana: dal 2019 è legato a Mediaset con un contratto da dieci milioni di euro annuali.

## Biografia
Figlio unico, il padre era Silvio Bonolis (deceduto nel 2003), un autotrasportatore di burro e prodotti caseari ai mercati generali di Pero, mentre la madre Luciana è di origine salernitana e lavorava come segretaria in un'impresa di costruzioni. A dodici anni, grazie alla recitazione, è riuscito a sconfiggere la balbuzie.
Diplomatosi al liceo classico, dopo tre esami sostenuti a giurisprudenza, si trasferisce a scienze politiche con indirizzo politiche internazionali, conseguendo tale laurea (più tardi dirà che avrebbe imparato più da tre mesi di giro del mondo che da tre anni di qualificazione professionale). 

### Vita privata
Paolo Bonolis è stato sposato dal 1983 al 1988 con la psicologa statunitense Diane Zoeller, da cui ha avuto due figli, Stefano e Martina. Dal 1991 al 1996 è stato legato sentimentalmente alla showgirl Laura Freddi. Nel 2002 ha sposato l'imprenditrice, produttrice ed opinionista televisiva Sonia Bruganelli, conosciuta nel 1997, da cui ha avuto altri tre figli: Silvia (2002), Davide (2004) e Adele (2007). Nel 2023, dopo 21 anni di matrimonio, la coppia si è separata in via consensuale.
È noto per il suo modo di parlare a voce molto alta e molto veloce, che gli ha permesso di aggiudicarsi anche un Guinness World Record nel 2010 per il maggior numero di parole pronunciate in un minuto (332) dal primo capitolo de I promessi sposi.
È un grande tifoso dell'Inter e ha partecipato come presentatore alla festa ufficiale per il quindicesimo scudetto nerazzurro e come speaker alla partita Inter-Siena del 17 maggio 2009, "gara-festa" del diciassettesimo scudetto. Ha inoltre presenziato anche alla partita di addio al calcio di Giuseppe Bergomi, scendendo anche in campo e rendendosi protagonista di un simpatico siparietto con il fuoriclasse brasiliano Ronaldo.
Una sua prozia, Adele Bonolis, è stata dichiarata venerabile da papa Francesco il 21 gennaio 2021 ed è in via di beatificazione.
Il figlio Davide è diventato, ad agosto 2022, un calciatore per la Triestina.
I suoi avi da parte di papà erano originari della Romania; il cognome originario della famiglia era "Bonoli", che diventò "Bonolis", acquisendo la "s" finale, quando la famiglia si trasferì in Sardegna. 

## Carriera

### Gli esordi in Rai e i primi varietà a Mediaset

Paolo Bonolis con Manuela Blanchard Beillard e il pupazzo Uan alla conduzione del programma Bim bum bam

Comincia la sua carriera il 19 gennaio 1981 in Rai, con la conduzione, a quasi 20 anni, del programma per ragazzi 3, 2, 1... contatto!.
Nel 1982 approda su Italia 1, dove intrattiene i bambini con Bim bum bam, programma di cartoni animati; inizialmente affiancato da Licia Colò e in seguito, dal 1985, da Manuela Blanchard. Sono rimasti impressi nella memoria popolare particolarmente i siparietti aventi come protagonista il conduttore e Uan, pupazzo rappresentante un cane rosa parlante, con il quale conduce nel 1985 anche lo spin off I Cartonissimi. Inoltre interpreta le sigle della trasmissione dal 1984 al 1989, inizialmente con Uan, poi anche con Manuela, infine con Carlo Sacchetti, Ambrogio, Carlotta Pisoni Brambilla e Debora Magnaghi (dalla stagione 1984-1985 alla stagione 1985-1986 con il Piccolo Coro dell'Antoniano e dalla stagione 1986-1987 alla stagione 1989-1990 con I Piccoli Cantori di Milano). Insieme al cast della trasmissione prende inoltre parte nella stagione 1989/1990 al varietà di prima serata di Canale 5 Sabato al circo. Nell'estate del 1990 conduce in prima serata Speciale Bim Bum Bam, una serie di appuntamenti dedicati al calcio e destinati ai più piccoli, in onda in concomitanza dei mondiali di calcio Italia '90.
Ha lasciato Bim bum bam nel 1990, per diventare in autunno il nuovo conduttore del quiz Doppio slalom, in onda su Canale 5. Dal 7 gennaio al 28 giugno 1991 conduce Urka!, in onda su Italia 1, trasmissione a metà tra gioco a quiz e intrattenimento per ragazzi cui anche partecipa per la prima volta Luca Laurenti, suo frequente partner in televisione. Nell'estate dello stesso anno conduce anche il varietà Sei un fenomeno, dove vengono illustrate imprese e primati bizzarri, e prende parte come inviato speciale a Il TG delle vacanze. Nella stagione 1991/1992 conduce il contenitore domenicale Domenica italiana, durato solo poche puntate, e debutta in prima serata al fianco di Carlo Pistarino in Occhio allo specchio!, trasmissione incentrata sulle candid camera andata in onda nella primavera del 1992.
La notte del 30 marzo 1992, al fianco di Anna Praderio, commenta per Canale 5 la cerimonia di consegna degli Oscar, mentre insieme con Jo Squillo, la sera del 29 maggio dello stesso anno, conduce la serata speciale Caccia al ladro, in onda in prima serata sempre su Canale 5. Nell'estate del 1992 conduce Bulli e pupe, con Antonella Elia e alcune delle ragazze di Non è la Rai, programma che eredita nella stagione 1992/1993 da Enrica Bonaccorti e che conduce dal 14 settembre 1992 al 3 luglio 1993. Conduce inoltre uno speciale di Capodanno di Canale 5, con una puntata speciale del varietà giornaliero, andata in onda la notte di San Silvestro.
Nell'estate 1992 presenta, insieme a Federica Moro, il Festival internazionale Stelle del circo. Nel 1993 conduce il varietà estivo di poco successo Belli freschi, mentre in autunno conduce la seconda edizione di Occhio allo specchio!.

### I varietà in Rai:I cervellonieBeato tra le donne
Nel gennaio 1994 torna in Rai, dove conduce in prima serata su Rai 1 I cervelloni. Esperienza ripetuta con successo anche nel 1995 e 1996. Nelle estati del 1994 e 1995 presenta sempre per Rai 1 lo show Beato tra le donne, con la collaborazione di Martufello. Il programma viene in seguito acquisito da Mediaset dove viene riproposto per diverse edizioni, alcune condotte sempre da Bonolis.
Nel frattempo presenta la prima edizione del varietà Fantastica italiana, in onda dal 3 dicembre 1995 per dieci puntate e durante la medesima stagione è nella rosa dei conduttori del quiz preserale di Rai 1 Luna Park e del gioco La zingara, entrambi ideati da Pippo Baudo.
Per la Rai inoltre conduce anche tre edizioni di Miss Italia nel mondo, tra il 1994 e il 1996.

### Il successo a Mediaset:Tira & Molla, Ciao Darwin e Chi ha incastrato Peter Pan?

Paolo Bonolis e Michelle Hunziker alla conduzione de I cervelloni nel 1996

Il 1° ottobre 1996 torna a Mediaset, per condurre il quiz preserale di Canale 5 Tira & Molla, programma ideato da Corrado e condotto insieme con Laurenti ed Ela Weber, che ottiene un buon successo. Il gioco (di cui Bonolis e Laurenti hanno interpretato la sigla, Eo Eo) va in onda per due edizioni fino al 27 giugno 1998. Sempre nell'autunno del 1996 Bonolis riprende la conduzione di Beato tra le donne, format già da lui condotto per due edizioni estive in Rai e proseguito sotto la sua guida fino al dicembre 1997. Il successo dei due programmi permette a Bonolis di vincere il Telegatto 1997 e 1998 come "Personaggio dell'anno". In questi anni conduce Il gatto e la volpe, un altro programma ideato da Corrado, in onda dal 25 marzo al 27 maggio 1997 e presenta insieme con Laurenti. Ha presentato inoltre Un disco per l'estate nel 1997, 1998 e 1999.
Il 3 ottobre 1998 approda alla prima serata del sabato sera di Canale 5 insieme a Luca Laurenti per condurre il varietà Ciao Darwin. Il successo del programma gli consente di vincere un Telegatto nel 1999. Il programma ottiene un grande riscontro di pubblico e viene riproposto in altre due edizioni dal 25 settembre 1999 al 15 gennaio 2000 e dal 30 settembre al 23 dicembre 2000, riuscendo a tener testa in ascolti ai programmi Rai abbinati alla Lotteria. Dal 2 aprile al 14 maggio 1999 e dall'11 marzo al 6 maggio 2000 conduce Chi ha incastrato Peter Pan?, programma in cui dei bambini si confrontano con personaggi noti del mondo dello spettacolo e con il mondo degli adulti e la società.
Il 28 febbraio 2000 Bonolis e Laurenti, forti del successo riscosso negli anni precedenti, approdano al tg satirico Striscia la notizia di Antonio Ricci, rimanendovi per quattro edizioni, fino al 7 giugno 2003, conducendo la seconda parte della stagione al posto di Ezio Greggio ed Enzo Iacchetti. Nel corso del programma i due lanciano il tormentone Bucatini Disco Dance, reinterpretazione di Roma nun fa' la stupida stasera sulle note di Daddy Cool dei Boney M., pubblicato anche come singolo discografico che raggiunge la seconda posizione dei singoli più venduti in Italia. Idea insieme a Stefano Magnaghi, per la prima serata di Italia 1, il reality show Cari amici miei, che prevede la registrazione di una cena tra personaggi noti mediante telecamere collocate in un appartamento; il programma, al quale partecipa nella prima puntata, in compagnia di Maurizio Costanzo, Emilio Fede e Pino Insegno, ottiene un buon successo di pubblica e critica, viene esportato in Francia e arriva in finale (come Ciao Darwin), al Festival Internazionale della Televisione di Montreux, con il titolo tradotto "My Dear Friends".
Dopo l'insuccesso del varietà Italiani, in onda nel sabato sera di Canale 5 dal 22 settembre al 1º dicembre 2001 con risultati d'ascolto sconfortanti, torna in televisione nel febbraio del 2002 conducendo il Galà della pubblicità, mentre a giugno 2002 ha condotto la serata di moda Modamare a Portocervo. Dal 28 marzo al 30 maggio 2003 conduce la quarta edizione di Ciao Darwin, in onda su Canale 5 a tre anni dal precedente ciclo del programma.
Il 17 maggio 2003 viene ufficializzato il suo ritorno in Rai: il contratto con la TV di Stato prevede la conduzione di Miss Italia, Domenica in e del Festival di Sanremo. Tuttavia il 25 giugno Mediaset non concede a Bonolis la liberatoria per condurre Miss Italia prima della scadenza naturale del suo contratto con il biscione, prevista per il 30 settembre 2003.

### Il ritorno in Rai conAffari tuoi, la conduzione del Festival di Sanremo 2005
(Paolo Bonolis ai tempi di Affari tuoi)

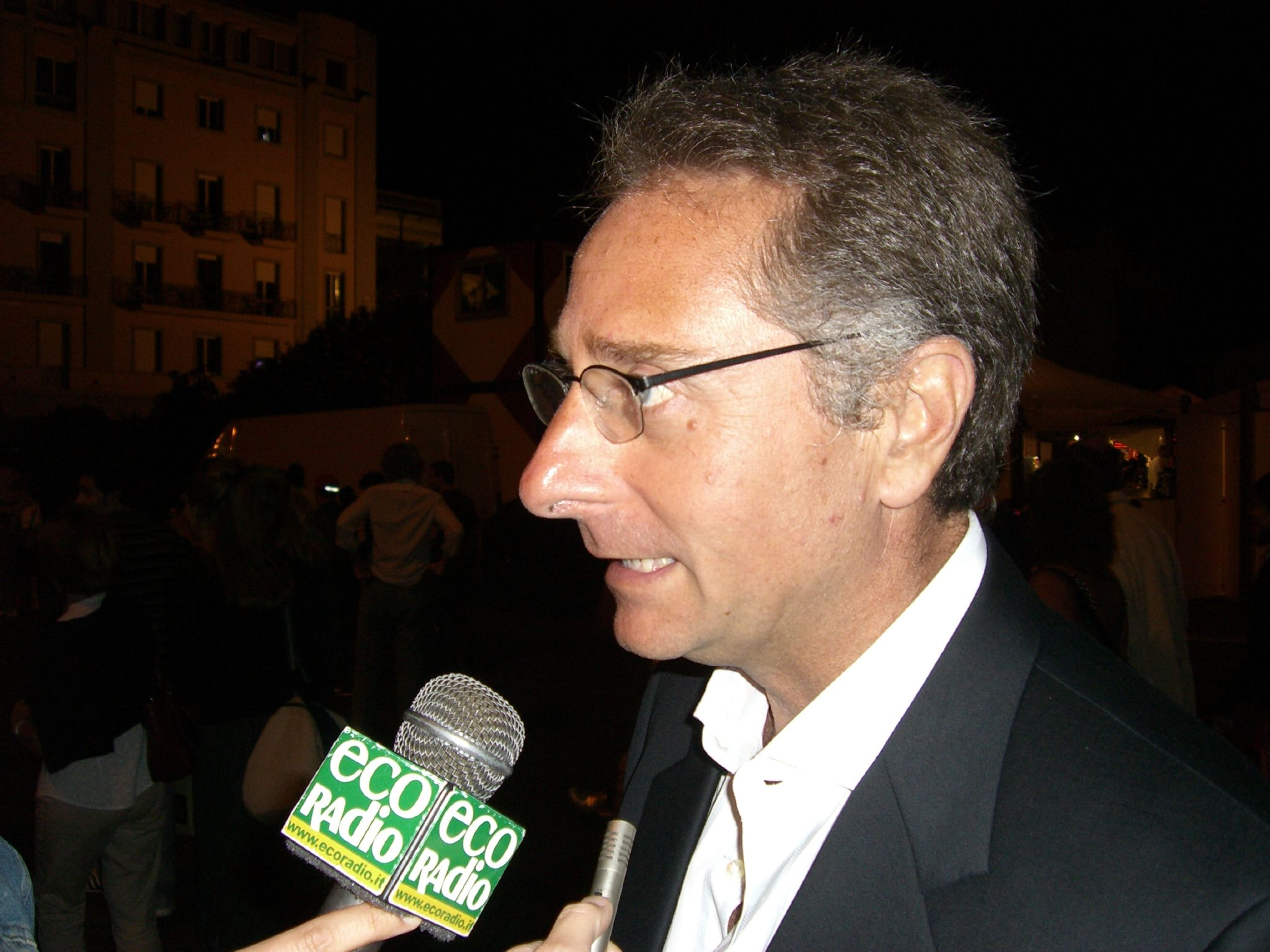
Paolo Bonolis nel 2007

Nell'autunno 2003 è tornato nuovamente alla Rai, dove gli viene affidata la conduzione di Domenica in nella stagione 2003-2004. Nella prima puntata di questa stagione, un sondaggio che coinvolge in prima persona l'allora presidente del consiglio Silvio Berlusconi scatena parecchie proteste, mentre nella puntata del 25 aprile 2004 intervista dal carcere, in piena fascia protetta, il serial killer Donato Bilancia, provocando le dure reazioni del mondo politico, della Rai e persino del presidente della repubblica Carlo Azeglio Ciampi.
Nella stessa stagione, dopo avere rifiutato la conduzione del Festival di Sanremo 2004, porta all'esordio su Rai 1 il game show Affari tuoi, portandolo a un successo inaspettato, riuscendo spesso a oltrepassare i 10 milioni di telespettatori e garantendo alla Rai la riconquista della stessa fascia, che da oltre dieci anni era dominata da Mediaset grazie a Striscia la notizia. Il programma stabilisce, nel gennaio del 2004, il record di oltre 15 milioni di telespettatori e il successo della trasmissione porta a un'accesa diatriba tra Bonolis e Antonio Ricci, ideatore di Striscia la notizia condotto dallo stesso Bonolis per quattro edizioni, nelle stagioni precedenti al suo ritorno in Rai. Ricci infatti constata una presunta irregolarità nello svolgimento del quiz di Bonolis, diatriba particolarmente accesa all'inizio del 2004, che prosegue anche negli anni seguenti, quando il programma viene affidato ad altri conduttori.
A partire dal settembre 2004 il programma va in onda anche in prima serata con il titolo Affari tuoi - La lotteria abbinato alla Lotteria Italia, fino al gennaio 2005. In seguito al successo ottenuto dal conduttore, la Rai affida a Bonolis la conduzione del Festival di Sanremo 2005. Questa edizione del Festival, vinta da Francesco Renga con il brano Angelo, ha particolare successo in termini di ascolti e di critica, dovuto anche alla modifica del meccanismo di svolgimento di gara voluto dal conduttore che prevede i cantanti divisi in diverse categorie di artisti (Donne, Uomini, Gruppi e Classics) e anche perché durante la serata iniziale del 1º marzo annuncia la morte dell'amico Alberto Castagna provocata da un'emorragia interna. Nella conduzione è affiancato da Antonella Clerici e Federica Felini.
Dopo il successo Cominciano a sollevarsi numerose indiscrezioni riguardo a un ipotetico ritorno di Bonolis a Mediaset. La notevole pressione mediatica sollevatasi attorno al "Caso Bonolis", intervallata da numerosi comunicati di smentita da parte dell'azienda di Cologno Monzese, termina il 17 maggio 2005 quando viene ufficialmente annunciato il ritorno di Bonolis a Mediaset con un contratto di circa 8 milioni di euro l'anno che lo legherà all'azienda per tre anni, fino al 2008; alla conduzione di Affari tuoi gli subentra Pupo.

### Il ritorno in Mediaset e il successo deIl senso della vita
Paolo Bonolis torna a Mediaset il 28 agosto 2005 per condurre il nuovo rotocalco sportivo Serie A - Il grande calcio, che si occupa di commentare la giornata calcistica italiana su Canale 5, nella fascia pre-serale. La sua conduzione termina il 6 novembre 2005, quando, a seguito delle polemiche sui bassi ascolti, sul fallimento della strategia aziendale per i diritti sul calcio - per la prima volta acquisiti da Mediaset - lascia il programma (prima ereditato da Enrico Mentana e poi definitivamente soppresso al termine della stagione). Un altro programma, creato per sfruttare i diritti sul calcio, Un mercoledì da tifosi, condotto sempre da Bonolis, va in onda per una sola puntata a fronte delle cinque previste, sempre a causa dei bassi ascolti. Dal 24 novembre 2005 al 7 marzo 2006 stagione il conduttore si dedica al programma Il senso della vita, un talk show in onda su Canale 5 che riscontra un buon successo di pubblico e critica; durante questo programma è affiancato dalla sua storica spalla Luca Laurenti.
Il 10 e 17 settembre 2006 conduce, sempre su Canale 5, Fattore C, sempre con la collaborazione di Luca Laurenti, che non ha il successo sperato e viene accusato di essere un clone di Affari tuoi, che nel frattempo prosegue con altri conduttori. Dopo due puntate andate in onda la domenica in prima serata, il programma passa in fascia pre-serale dal 25 settembre al 2 dicembre 2006 andando a sostituire Formula segreta, quiz-game condotto da Amadeus; ma neanche in questa fascia giornaliera Fattore C ottiene buoni riscontri, venendo infine cancellato e sostituito, dal 4 dicembre 2006 al 6 maggio 2007, dal collaudato Chi vuol essere milionario condotto da Gerry Scotti. Dal 21 settembre 2006 al 31 marzo 2007 il conduttore continua l'esperienza di Il senso della vita, in onda sempre in seconda serata prima al giovedì e poi al sabato. Dal 18 settembre al 15 dicembre 2007 conduce la quinta edizione di Ciao Darwin, che conferma il successo delle edizioni precedenti; la terza edizione di Il senso della vita va in onda dal 2 marzo al 18 maggio 2008; in primavera va in onda una puntata speciale in prima serata su Italia 1. In entrambi i programmi è stata confermata la presenza di Luca Laurenti.

### La conduzione del Festival di Sanremo 2009 eAvanti un altro!

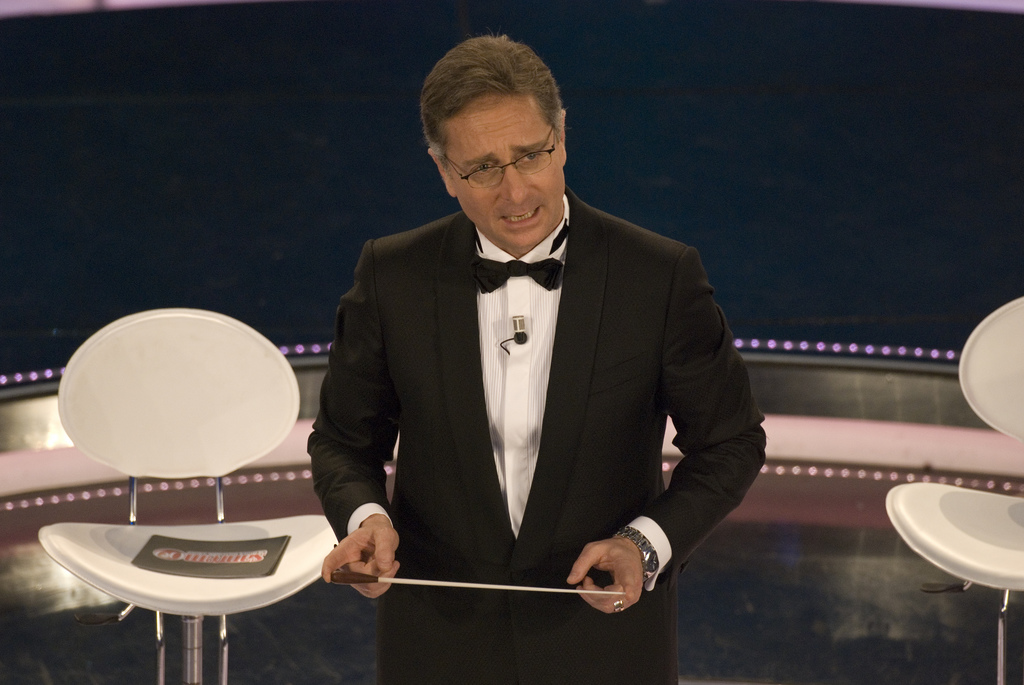
Paolo Bonolis alla conduzione del Festival di Sanremo 2009

Il 12 settembre 2008 il direttore di Rai 1 Fabrizio Del Noce annuncia che il Festival di Sanremo sarà condotto da Paolo Bonolis, il quale il 2 dicembre annuncia di aver perso ogni legame con Mediaset. La stagione 2008-2009 è quindi, per Bonolis, una stagione di pausa, durante la quale non conduce un programma televisivo. Il conduttore fa però un'incursione nel mondo della radio, presentando a inizio 2009 per Rai Radio 2 il programma America me senti?, affiancato da Luca Laurenti.
Viene così affidata a Bonolis la conduzione del Festival di Sanremo 2009, coadiuvato da Luca Laurenti, nel febbraio 2009. Il conduttore torna quindi a calcare il palco dell'Ariston ed ottiene un buon successo; desta scandalo il compenso di oltre 1 milione di euro richiesto e ottenuto dal conduttore.
L'autunno del 2009 segna il ritorno di Bonolis alla conduzione di programmi per Mediaset, con un contratto che lo lega all'azienda per almeno due anni. Il ritorno sulle reti del Biscione viene segnato dal ritorno, a nove anni dall'esordio della trasmissione, di Chi ha incastrato Peter Pan? dal 7 ottobre al 25 novembre 2009, i cui protagonisti sono sempre i bambini; il programma ritrova il successo del pubblico. Nella seconda parte della stagione il conduttore è invece impegnato nella riproposizione di Ciao Darwin in onda in prima serata dal 19 marzo al 21 maggio 2010. Il 16 febbraio 2010 inoltre apre assieme a Luca Laurenti la prima serata del Festival di Sanremo 2010, quell'anno presentato dall'amica Antonella Clerici. Dal 7 ottobre al 25 novembre torna al timone, per la quarta volta, del varietà Chi ha incastrato Peter Pan?, bissando i buoni risultati dell'anno precedente. Dal 27 marzo all'8 maggio 2011, dopo tre anni dall'ultima edizione, il conduttore torna in video con il talk show Il senso della vita, stavolta riproposto in prima serata, sempre in coppia con Luca Laurenti. Tuttavia, pur ottenendo un buon riscontro da parte della critica, il programma ottiene esigui risultati di ascolto.
Il conduttore torna nella fascia preserale di Canale 5 il 5 settembre 2011, conducendo, sempre con la partecipazione di Luca Laurenti, il quiz Avanti un altro!, con 21 concorrenti, 7 giorni e 5 domande, da lui stesso ideato insieme a Stefano Santucci. La trasmissione va in onda fino all'11 dicembre 2011, ottenendo buoni risultati di pubblico e critica.
A partire dal 10 settembre 2012 Bonolis torna alla conduzione di Avanti un altro!, con grande successo fino al 10 marzo 2013. Il conduttore torna comunque in prima serata su Canale 5 a partire da giugno 2013 nelle vesti di giurato di un programma nuovo: Stasera mi tuffo. Il 16 settembre 2013 conduce la terza edizione di Avanti un altro! fino al 30 marzo 2014.
Dal 31 marzo al 6 giugno 2014 lascia la conduzione di Avanti un altro! a Gerry Scotti, e dal 14 settembre al 23 dicembre 2014 torna a condurre la quarta edizione di Avanti un altro!, che conduce insieme a Gerry Scotti dal 27 al 30 dicembre dello stesso anno. Dal 2 gennaio all'11 aprile 2015 lascia nuovamente il timone di Avanti un altro! a Gerry Scotti. Il 12 e 19 gennaio 2015 conduce la nuova edizione di Scherzi a parte realizzata dalle Iene, che ottiene un grande successo di pubblico ma non di critica, che infatti non gradisce la conduzione di Bonolis. Paolo Bonolis ritorna al timone di Avanti un altro! dal 12 aprile 2015 conducendolo nuovamente in coppia con Gerry Scotti fino al termine della stagione, il 30 aprile 2015.
Il 30 aprile conduce insieme con Antonella Clerici la Serata Expo 2015 su Rai 1. Il 3 giugno conduce Arena di Verona, lo spettacolo sta per iniziare su Canale 5, risultato però un flop, registrando 2,6 milioni di telespettatori, soprattutto rispetto al successo delle precedenti edizioni trasmesse dalla Rai e condotte da Antonella Clerici. Dal 21 settembre 2015 al 3 gennaio 2016 conduce la quinta edizione di Avanti un altro!. Dopo ben 6 anni, viste le continue richieste del pubblico televisivo, dal 18 marzo al 6 maggio 2016 conduce la settima edizione di Ciao Darwin che conferma lo stesso successo delle passate edizioni.

### Musice il ritorno dei programmi storici
Dopo sette mesi di assenza dallo schermo l'11 e il 18 gennaio 2017 conduce in prima serata su Canale 5 lo show musicale Music, da lui ideato con Gianmarco Mazzi; il programma non supera il 17% di share medio nonostante il battage pubblicitario e il consistente budget. Dal 15 gennaio al 29 aprile 2017 conduce la sesta edizione di Avanti un altro!. Il 1º luglio conduce La notte di Vasco su Rai 1, l'evento che segue il concerto del cantante a Modena Park; la conduzione di Bonolis viene tuttavia aspramente criticata dall'opinione pubblica.
Dal 21 settembre al 26 ottobre 2017 conduce la quinta edizione di Chi ha incastrato Peter Pan?, riproposto dopo sette anni di assenza. Questa nuova edizione però non riscuote il successo delle precedenti, tanto da subire un taglio di due puntate (da otto a sei). A dicembre conduce la seconda edizione di Music dal 6 al 23 dicembre 2017 sempre su Canale 5; anche quest'ultimo programma non soddisfa gli ascolti previsti dalla rete (media del 15% di share crollato all'11% nell'ultima puntata del 23 dicembre). Dall'8 gennaio al 22 aprile 2018 conduce la settima edizione di Avanti un altro! (il quale, contrariamente ai programmi precedentemente citati, conferma il suo successo e cresce negli ascolti). Il 12 gennaio 2018, partecipa come giudice alla terza edizione del programma Superbrain - Le supermenti, in onda su Rai 1. Sulla stessa rete il 16 febbraio successivo partecipa inoltre alla prima puntata di Sanremo Young, nella versione per i più giovani, condotto da Antonella Clerici, ricoprendo in tale occasione un duplice ruolo: infatti la sua partecipazione assume sia le veci di giudice (sebbene in parte minore rispetto agli altri giurati) che quelle in veste di ospite.
Dal 9 al 30 novembre 2018 conduce la quattordicesima edizione di Scherzi a parte (nuovamente senza la collaborazione con Le Iene) con ascolti inferiori rispetto alla precedente sempre da lui condotta, venendo battuto da Tale e Quale Show e Prodigi - La musica è vita. Dal 7 gennaio al 20 aprile 2019 conduce l'ottava edizione di Avanti un altro! accrescendo ulteriormente il successo del programma. Dal 15 marzo al 31 maggio 2019 conduce anche l'ottava edizione di Ciao Darwin, che ottiene un enorme consenso riuscendo a superare ogni venerdì la "trasmissione rivale" La Corrida emessa da Rai 1 e confermandosi nuovamente come uno dei programmi di maggior successo di Mediaset. L'11 aprile 2019 è protagonista, assieme a Carlo Conti e Gerry Scotti di I tre tenori all'interno di una puntata speciale del Maurizio Costanzo Show, condotto da Maurizio Costanzo ed Enrico Mentana.
Il 1º ottobre 2019 esce nelle librerie il suo primo libro Perché parlavo da solo edito da Rizzoli. Il 7 novembre 2019 è ospite nella prima puntata di Adrian Live - Questa è la storia.... Dal 6 gennaio 2020 torna a condurre Avanti un altro! iniziando così la nona stagione consecutiva del programma fino al 15 marzo 2020 (inizialmente doveva essere concluso il 3 maggio 2020, a causa della pandemia di COVID-19).
Dopo un anno dal lockdown nazionale, dall'8 marzo al 23 maggio 2021 conduce la decima edizione di Avanti un altro! e torna anche a recitare in un cameo nel film Tom & Jerry. Inoltre dall'11 aprile al 30 maggio 2021 conduce Avanti un altro! Pure di Sera, versione in prima serata del suo quiz già proposta nel 2017 e nel 2018 come unica serata evento. Nella prima puntata partecipano personaggi famosi che avrebbero devoluto il montepremi in beneficenza; dalle successive prendono parte al gioco concorrenti normali divisi in squadre. Dal 9 gennaio 2022 conduce l'undicesima edizione di Avanti un altro! sempre in compagnia di Luca Laurenti. Il 4 ottobre 2022 pubblica il suo secondo libro dal titolo Notte Fonda, anche esso edito da Rizzoli; per l'occasione viene invitato in diversi programmi tra cui il Maurizio Costanzo Show, a  Verissimo  e in Rai sia dall'amica Mara Venier a Domenica in che da Fabio Fazio nel suo Che tempo che fa. Dal 9 gennaio al 28 aprile 2023 torna alla conduzione, per la dodicesima edizione, di Avanti un altro! mentre dal 24 novembre 2023 al 23 febbraio 2024 ha condotto la nona ed ultima edizione di Ciao Darwin in prima serata, dando l'addio al programma al termine dell'edizione. Dal 2 gennaio al 5 maggio 2024 conduce nel preserale la tredicesima edizione di Avanti un altro!.
L'8 novembre 2024 torna per una sera in Rai, partecipando come giudice alla puntata finale di Tale e quale show di Carlo Conti, affiancando Giorgio Panariello, Alessia Marcuzzi e Cristiano Malgioglio. Dal 20 gennaio al 18 aprile 2025 conduce nel preserale la quattordicesima edizione di Avanti un altro!. Inoltre, presta la propria voce per il doppiaggio del film animato: I Puffi - Il film nel ruolo di Grande Puffo. il 27 marzo 2025 conduce uno speciale di Avanti un altro! in prima serata intitolato Avanti un altro! By Night mentre dal 22 maggio al 19 giugno 2025 lo stesso programma è andato in onda sempre in prima serata con alcune puntate mai trasmesse nel preserale.

## Controversie
Bonolis viene spesso criticato aspramente per il suo stile di conduzione televisiva, caratterizzato dall'umorismo e dall'atteggiamento da show-man e non riscontrabile praticamente in nessun altro presentatore italiano: in merito si sono pronunciati per esempio Maurizio Costanzo e Aldo Grasso. È stato anche accusato di adottare un modo di condurre basato prevalentemente su volgarità e cinismo.
Nel 1999 Paolo Bonolis, assieme alla trasmissione Ciao Darwin, viene denunciato da Codacons Sicilia e Adusbef per maltrattamento di animali e spettacolo osceno.
Subito dopo avere lasciato la conduzione del programma Serie A, nel novembre 2005, Bonolis ha avuto una polemica con il direttore di Sport Mediaset Ettore Rognoni e con tutta la redazione. In particolare Bonolis ha soprannominato Ettore Rognoni "er penombra". La sera del 10 novembre 2005 Bonolis viene intervistato da Enrico Mentana alla trasmissione Matrix riguardo l'accaduto.
Nel 2010 l'allora direttore di Rai 1 Mauro Mazza criticò aspramente il programma di Bonolis Ciao Darwin, definendo il suo tipo di televisione una "TV drogata". Bonolis e Mediaset replicheranno successivamente alle critiche. Nel 2006 il suo programma Fattore C venne criticato per essere troppo simile al suo ex programma Affari tuoi. Il Moige, in merito alla trasmissione Chi ha incastrato Peter Pan?, ha accusato il conduttore di "reato di abuso emotivo su minore con candid camera" e chiesto la sospensione del programma, senza però trovare accoglimento. Anche Cesare Lanza ha attaccato il conduttore definendolo "un bamboccio che non si rende conto di quello che fa" o anche un "bambino che si percepisce onnipotente".
Fece polemica con Antonio Ricci, ideatore del programma Striscia la notizia, sulle presunte irregolarità del programma Affari tuoi, quando Bonolis era il conduttore. Nella primavera 2004 Striscia tentò di dimostrare che il programma di Bonolis era truccato, svelando diversi retroscena sui concorrenti che avevano partecipato al gioco. In particolare Striscia in quell'anno mandò in onda una rubrica che cercava di svelare finzioni e imbrogli del gioco. Alle accuse, Bonolis replicò in una puntata di Affari tuoi, difendendo il programma e mostrando in diretta le carte dei pagamenti delle vincite effettuate ai vari concorrenti.
Nel 2005 suscitò scalpore l'intervista che Bonolis fece al pugile Mike Tyson in una serata del Festival di Sanremo. Un'altra polemica si era verificata il 26 aprile 2004 dopo l'intervista che Bonolis fece al serial killer Donato Bilancia all'interno della trasmissione Domenica in.
Molti hanno criticato aspramente Bonolis per le elevate pretese economiche, relative soprattutto ai suoi contratti con Mediaset: nel 1998 il suo compenso era di 18 miliardi di lire, mentre nel 2001 risulta che fossero previsti circa 12 miliardi di lire. Nel 2005 tornò a Mediaset per circa 8,5 milioni di euro annui; nel 2019 il suo compenso ammonta a 10 milioni di euro.

## Filmografia

### Cinema
- Classe mista 3ª A, regia di Federico Moccia (1996)
- Commediasexi, regia di Alessandro D'Alatri (2006)
- Tom & Jerry, regia di Tim Story (2021) - cameo

### Televisione
- Romolo + Giuly: La guerra mondiale italiana, regia di Michele Bertini Malgarini - serie TV, un episodio (2018)
- I Cesaroni, regia di Claudio Amendola - serie TV, un episodio (2026)

### Video musicali
- Senza pensieri, regia di Fabio Rovazzi (2019)

## Doppiaggio

### Film
- Narratore in Earth - La nostra Terra

### Film d'animazione
- Fiocco di Neve in Stuart Little - Un topolino in gamba
- Grande Puffo ne I Puffi - Il film

### Serie animate
- Lionel Hutz ne I Simpson (ep. 9x09)

## Programmi televisivi
- 3, 2, 1... contatto! (Rete 1, 1981)
- Bim Bum Bam (Italia 1, 1982-1990)
  - Speciale Bim Bum Bam (Italia 1, 1990)
- I cartonissimi (Italia 1, 1985)
- Sabato al circo (Canale 5, 1989-1990)
- Doppio slalom (Canale 5, 1990)
- Urka! (Italia 1, 1991)
- La notte degli Oscar (Canale 5, 1991-1992)
- Sei un fenomeno (Canale 5, 1991)
- Il Tg delle vacanze (Canale 5, 1991) inviato speciale
- Domenica italiana (Canale 5, 1991-1992)
- Evviva l'allegria (Canale 5, 1991)
- Occhio allo specchio! (Canale 5, 1992-1994)
- Caccia al ladro (Canale 5, 1992)
- Bulli e pupe (Canale 5, 1992)
- Festival internazionale Stelle del Circo (Canale 5, 1992)
- Non è la Rai (Canale 5, 1992-1993; Italia 1, 1993)
  - Capodanno '92 (Canale 5, 1992-1993)
- Quarantaquattro gatti (Canale 5, 1993)
- Belli freschi (Canale 5, 1993)
- Il circo cinese (Canale 5, 1993)
- Gran Premio del Circo (Canale 5, 1994)
- Sabato Notte Live (Canale 5, 1994)
- Galà internazionale della moda - Madrid 94 (Canale 5, 1994)
- L'isola del tesoro (Canale 5, 1994)
- I cervelloni (Rai 1, 1994-1996)
- Beato tra le donne (Rai 1, 1994-1995; Canale 5, 1996-1997)
  - Beato tra le donne Vip (Rai 1, 1996)
  - Beato Capodanno (Canale 5, 1997)
- Miss Italia nel mondo (Rai 1, 1994-1996)
- Gran Premio internazionale del Circo (Rai 3, 1994)
- Regalo di Natale (Rai 1, 1994)
- La notte degli angeli (Rai 1, 1994)
- Luna Park (Rai 1, 1995-1996)
- La zingara (Rai 1, 1995-1996)
- Fantastica italiana (Rai 1, 1995-1996)
- Premio Regia Televisiva (Rai 1, 1996)
- Pro Anlaids (Rai 1, 1996)
- Festival di Castrocaro (Rai 1, 1996)
- Tira & Molla (Canale 5, 1996-1998)
- Il gatto e la volpe (Canale 5, 1997)
- Un disco per l'estate (Canale 5, 1997-1999)
- Ciao Darwin (Canale 5, 1998-2000, 2003, 2007, 2010, 2016, 2019, 2023-2024)
- Chi ha incastrato Peter Pan? (Canale 5, 1999-2000, 2009-2010, 2017)
- Miss Italia (Rai 1, 2000) presidente di giuria
- Striscia la notizia (Canale 5, 2000-2003)
- Gran Premio Internazionale dello Spettacolo (Canale 5, 2000)
- Ricomincio da 20 (Canale 5, 2000)
- Cari amici miei (Italia 1, 2001)
- Italiani (Canale 5, 2001)
- Galà della pubblicità (Canale 5, 2002)
- Modamare a Porto Cervo (Canale 5, 2002)
- Speciale Maurizio Costanzo Show (Canale 5, 2002, 2019)
- Domenica in (Rai 1, 2003-2004)
- Affari tuoi (Rai 1, 2003-2005)
  - Affari tuoi - La Lotteria (Rai 1, 2004-2005)
- Festival di Sanremo (Rai 1, 2005, 2009)
- Serie A - Il grande calcio (Canale 5, 2005)
  - Un mercoledì da tifosi (Canale 5, 2005)
- Il senso della vita (Canale 5, 2005-2008, 2011; Italia 1, 2008)
- Fattore C (Canale 5, 2006)
- Avanti un altro! (Canale 5, dal 2011)
  - Avanti un altro! Pure di sera (Canale 5, 2017-2018, 2021-2022)
  - Avanti un altro! An Italian Crime Story (Canale 5, 2018)
  - Avanti un altro! By Night (Canale 5, 2025)
- Jump! Stasera mi tuffo (Canale 5, 2013) giudice
- Lo spettacolo dello sport - I 100 anni del CONI (Rai 1, 2014)
- Tú sí que vales (Canale 5, 2014, dal 2025)[70]
- Scherzi a parte (Canale 5, 2015, 2018)
- Expo Milano 2015 - The Opening (Rai 1, 2015)
- Arena di Verona - Lo spettacolo sta per iniziare (Canale 5, 2015)
- Music (Canale 5, 2017)
- Speciale TG5 - 25 anni insieme (Canale 5, 2017)
- La notte di Vasco (Rai 1, 2017)
- Speciale TGR - Pesaro Capitale italiana della Cultura 2024 (Rai 3, 2024)

## Radio
- Festival e dintorni (Rai Radio 2, 1995)
- Con voi sulla spiaggia (Rai Radio 2, 1995)
- Oggi è Domenica (Rai Radio 2, 1996)
- Pizza, calcio e mandolino (Radio Capital, 2006)
- America me senti? (Rai Radio 2, 2009)

## Discografia

### Singoli
- 1984 - Paolo e Uan - Bim Bum Bam (Five Record FM 13058) - con Uan, Piccolo Coro dell'Antoniano
- 1985 - Che avventure a Bim Bum Bam con il nostro amico Uan (Five Record FM 13097) - con Uan, Manuela Blanchard, Piccolo Coro dell'Antoniano
- 1986 - Tutti insieme noi guardiam Bim Bum Bam/Four e Giorgia Ciao Ciao (Five Record FM 13138) - con Uan, Manuela Blanchard, I Piccoli Cantori di Milano
- 1987 - Dai vieni a Bim Bum Bam/Ciao, Ciao gioca con noi (Five Record FM 13177) - con Uan, Manuela Blanchard, I Piccoli Cantori di Milano
- 1988 - Bim Bum Bam siamo qui tutti e tre/Ciao, Ciao siamo tutti tuoi amici (Five Record FM 13207) - con Uan Manuela Blanchard, I Piccoli Cantori di Milano
- 1989 - Viva Bim Bum Bam/Per me, per te, per noi, Ciao Ciao (Five Record FM 13177) - con Uan, Ambrogio, Carlo Sacchetti, Carlotta Pisoni Brambilla, Debora Magnaghi, I Piccoli Cantori di Milano
- 2001 - Bucatini Disco Dance (Ice Records Ice 001014, 12 e CD Single) - con Luca Laurenti
- 2012 - Palle di Natale - con Luca Laurenti

## Opere
- Perché parlavo da solo, Rizzoli, 2019, ISBN 978-88-17-15483-3.
- Notte fonda, Rizzoli, 2022, ISBN 978-88-17-16347-7.

## Riconoscimenti
- 1986 – Telegatto Miglior trasmissione TV dei ragazzi con Bim Bum Bam
- 1987 – Telegatto Miglior trasmissione TV dei ragazzi con Bim Bum Bam
- 1988 – Telegatto Miglior trasmissione TV dei ragazzi  con Bim Bum Bam
- 1996 – Telegatto Miglior trasmissione di giochi e quiz TV con Luna Park
- 1997 – Telegatto Personaggio maschile dell'anno
- 1997 – Telegatto Miglior trasmissione di giochi e quiz TV con Tira & Molla
- 1998 – Telegatto Personaggio maschile dell'anno
- 1998 – Telegatto Miglior trasmissione di giochi e quiz TV con Tira & Molla
- 1999 – Telegatto speciale con Ciao Darwin
- 2000 – Telegatto Miglior trasmissione di satira TV con Striscia la notizia
- 2000 – Telegatto Trasmissione dell'anno con Striscia la notizia
- 2000 – Premio regia televisiva con Striscia la notizia
- 2001 – Telegatto Miglior trasmissione di satira TV con Striscia la notizia
- 2001 – Telegatto Trasmissione dell'anno con Striscia la notizia
- 2001 – Premio regia televisiva con Striscia la notizia
- 2002 – Telegatto Miglior trasmissione di satira TV con Striscia la notizia
- 2002 – Premio regia televisiva con Striscia la notizia
- 2003 – Telegatto Miglior trasmissione di satira TV con Striscia la notizia
- 2003 – Premio regia televisiva con Striscia la notizia
- 2004 – Telegatto Miglior trasmissione di giochi e quiz TV con Affari tuoi
- 2004 – Premio Sirmione Catullo Personaggio televisivo dell'anno
- 2004 – Premio regia televisiva Miglior personaggio maschile
- 2004 – Premio regia televisiva categoria Top 10 con Affari tuoi
- 2004 – Premio regia televisiva Miglior programma del pubblico con Affari tuoi
- 2005 – Premio regia televisiva Miglior personaggio maschile
- 2005 – Premio regia televisiva categoria Top ten'con Affari tuoi
- 2005 – Premio regia televisiva Miglior programma del pubblico con Affari tuoi
- 2008 – Premio Barocco per il tema Comunicazione e TV
- 2009 – Premio regia televisiva categoria Top ten
- 2009 – Premio regia televisiva Evento TV
- 2010 – Premio regia televisiva categoria Top ten con Chi ha incastrato Peter Pan?
- 2010 – Guinness World Records Paolo Bonolis ha pronunciato 332 parole di senso compiuto in un minuto del primo capitolo di I promessi sposi
- 2013 – Premio regia televisiva categoria Top ten con Avanti un altro!
- 2014 – Premio regia televisiva categoria Top ten con Avanti un altro!